# Памятник экипажу буксирного парохода «Комсомолец» (Нарьян-Мар)
Памятник экипажу буксирного парохода «Комсомолец» был открыт в ноябре 1968 года на улице Сапрыгина в городе Нарьян-Мар у здания управления Морского порта. Монумент возведён в память о гибели каравана судов 17 августа 1942 года в Баренцевом море в результате атаки германской подводной лодки U-209. В 2020 году памятник перенесён в парк Победы на той же улице.

## История памятника
Проект памятника создан группой инженеров порта под руководством Петра Яковлевича Хмельницкого. Торжественное открытие состоялось в ноябре 1968 года при участии Лазаря Ивановича Хозяинова, одного из переживших нападение U-209 членов экипажа «Комсомольца».
Постамент памятника выполнен в виде пароходной рубки, на нём установлен адмиралтейский якорь. К нижней части постамента прикреплена мемориальная плита, на которой первоначально была надпись «Экипажу б/п Комсомолец погибшему 17.VIII.42». Позже её заменили плитой из нержавеющей стали с выгравированной надписью: «ММФ СССР Нарьян-Марский морской торговый порт экипажу б/п „Комсомолец“ погибшему 17 августа 1942 года» и списком погибших членов экипажа.
В 2014 году была произведена реставрация памятника. В 2020 году памятник перенесён в парк Победы, который удобнее для посещений в современной инфраструктуре Нарьян-Мара. Новый постамент облицован гранитными плитами и дополнен металлическим штурвалом. Адмиралтейский якорь и мемориальную плиту перенесли со старого памятника на новый. Обновлённый памятник торжественно открыт 17 августа 2020 года.

## Расстрел каравана судов у острова Матвеев
16 августа 1942 года из поселка Хабарово в Нарьян-Мар вышла группа судов. В её состав входили буксирные пароходы «Комсомолец», «Норд» и три несамоходных судна: буксирный пароход «Комилес», имевший неисправность двигателя, и баржи «П-4» и «Литер-Ш». «Норд» вёл на буксире «Комилес» и баржу «Литер-Ш», а «Комсомолец» — баржу «П-4». На последней находилось 267 человек, большинство из которых были заключенными Югорлага.
17 августа около 7 часов утра, когда караван проходил в двух милях от северного побережья острова Матвеева в Баренцевом море, он был атакован германской подводной лодкой U-209. Артиллерийским огнём и торпедами она потопила «П-4», «Литер-Ш» и «Комилес». «Комсомолец» загорелся и выбросился на берег у северной оконечности острова Матвеева. Пароходу «Норд» удалось уйти. Из 328 человек, находившихся на уничтоженных судах каравана, погибло 305 человек. в том числе 14 членов экипажа буксирного парохода «Комсомолец» и баржи «П-4», включая капитана порта Нарьян-Мар А. С. Козловского.

## Экипаж парохода
Погибшие:
- Козловский Алексей Сергеевич, 1908 г. р. — капитан порта Нарьян-Мар;
- Михеев Пётр Капитонович, 1892 г. р. — капитан «Комсомольца»;
- Сумароков Степан Павлович, 1910 г. р. — помощник капитана;
- Смирнов Виктор Алексеевич, 1909 г. р. — механик;
- Вокуев Василий Антонович, 1909 г. р. — помощник механика;
- Емельянов Виталий Петрович, 1925 г. р. — машинист;
- Кулижская Глафира Ивановна, 1923 г. р. — ученик машиниста;
- Кузнецов Борис Михайлович, 1924 г. р. — кочегар;
- Верещагин Владимир Иванович, 1924 г. р. — кочегар;
- Морозов Игорь Михайлович, 1925 г. р. — матрос II класса;
- Кожевина Александра Степановна, род. 17 ноября 1923 — радист;
- Кийко Степан Николаевич — шкипер баржи «П-4»[9];
- Поташев Иван Иванович, 1913 г. р.[10] — матрос баржи «П-4»[9];
- Корякин Матвей Алексеевич, 1919 г. р. — матрос баржи «П-4»[10].

Выжившие:
- Канев Прокопий Тихонович — матрос, по другим данным — кочегар;
- Поздеев Г. Э. — матрос;
- Рассохин Иван Сергеевич 1913 г. р. — матрос[10];
- Котова (Дуркина) Парасковья Алексеевна, 1915 г. р. — кок;
- Хозяинов Лазарь Иванович — кочегар (1899—1989)[11].

## Комментарии
1. ↑  Первоначальное местоположение памятника: 67°38′48″ с. ш. 53°00′08″ в. д.HGЯO